# Marquesado de la Vega Inclán
El marquesado de la Vega Inclán es un título nobiliario español creado por el rey Alfonso XII en favor de Miguel de la Vega Inclán y Palma, capitán general de las Islas Baleares.

## Marqueses de la Vega Inclán
| Titular                  | Titular                             | Periodo                  |
| Creación por Alfonso XII | Creación por Alfonso XII            | Creación por Alfonso XII |
| ------------------------ | ----------------------------------- | ------------------------ |
| I                        | Miguel de la Vega Inclán y Palma    | 1878-1884                |
| II                       | Benigno de la Vega-Inclán y Flaquer | 1898-1942                |
| III                      | Juan Bautista de Arteaga y Piet     | 1942-1994                |
| IV                       | Luis Díaz-Aguado Neyra              | 1998-2009                |
| V                        | María Teresa Díaz-Aguado Neyra      | 2011-2021                |
| VI                       | Luis Herrera Díaz-Aguado            | 2024-pres.               |

## Historia de los marqueses de la Vega Inclán
I. Miguel de la Vega Inclán y Palma (Medina Sidonia, 23 de marzo de 1820-San Juan, 31 de julio de 1884), i marqués de la Vega Inclán. Militar de carrera, alcanzó el empleo de teniente general y desempeñó numerosos cargos militares, destacando el de capitán general de las Islas Baleares o el de gobernador-capitán general de Puerto Rico. Asimismo, fue condecorado con la Orden de Carlos III, la de Isabel la Católica, la de San Hermenegildo y la Cruz Laureada de San Fernando, entre otras.
Casó con Elisa Flaquer Ceriola. En 1898 le sucedió:
II. Benigno de la Vega-Inclán y Flaquer (Valladolid, 29 de junio de 1858-Madrid, 6 de enero de 1942), ii marqués de la Vega Inclán. Militar y político, fue diputado y senador a Cortes. Asimismo, fue un gran mecenas de las artes, miembro de las reales academias de la Historia y de Bellas Artes de San Fernando, fundador de numerosas instituciones culturales, entre ellas el Museo del Greco, e impulsor del turismo en España. Estuvo en posesión de las órdenes de Carlos III y de Alfonso XII, entre otras.
Sin descendencia, le sucedió un bisnieto de su hermana:
III. Juan Bautista de Arteaga y Piet (1920-1994), iii marqués de la Vega Inclán. Académico de la Real Academia de Ciencias Económicas y Financieras y gran cruz de la Orden del Mérito Civil.
La Diputación Permanente y Consejo de la Grandeza de España y Títulos del Reino le concedió la sucesión provisional tras la muerte de su predecesor, que fue convalidada por la dictadura en 1953.
Tras un pleito sucesorio en el que su hija primogénita pero extramatrimonial, Berta de Arteaga Palacios, reclamó el título, esta le fue rechazada y en 1998 le sucedió su sobrino-nieto:
IV. Luis Díaz-Aguado Neyra (m. 2009), iv marqués de la Vega Inclán.
Sin descendencia. Le sucedió su hermana:
V. María Teresa Díaz-Aguado Neyra (m. 2021), v marqués de la Vega Inclán.
Le sucedió su hijo:
VI. Luis Herrera Díaz-Aguado (Gerona, 19 de agosto de 1958), vi marqués de la Vega Inclán. Es doctor en Derecho por la Universidad de Castilla-La Mancha y funcionario de carrera del Cuerpo Superior de Administradores Civiles del Estado.
Casado y con descendencia.